# Frank Drake
 For alternative betydninger, se Drake.
Frank Donald Drake (født 28. maj 1930 i Chicago, død 2. september 2022) var en amerikansk astronom og astrofysiker, som spillede en stor rolle i SETI-programmet, der søger efter intelligent liv i universet.
I 1960 var han den første, der i forbindelse med Ozma-projektet foretog en systematisk aflytning af stjerner. Desuden var han ophavsmanden til Drakes ligning, der ud fra en række nøglefaktorer beregner, hvor mange observérbare civilisationer, der findes i en galakse.